# Спортал (телевизия)
Sportal TV, изписвана и като Спортал ТВ, е български телевизионен канал.

## История
Медията излъчва спортни новини на всеки час и резултати на живо. В програмата са включени още коментарни студия и пресконференции. 70% от новинарското съдържание е посветено на новини от България, а останалите 30% - на международни. Sportal TV е собственост на сайта Sportal.bg.